# グリュービンゲン
グリュービンゲン (ドイツ語: Gruibingen) は、ドイツ連邦共和国バーデン＝ヴュルテンベルク州シュトゥットガルト行政管区のゲッピンゲン郡に属す町村（以下、本項では便宜上「町」と記述する）である。

## 地理

### 位置
グリュービンゲンは、シュトゥットガルトとウルムとの間、シュヴェービシェ・アルプ前のフィルス川支流の谷に位置する。連邦アウトバーン8号線が町の東部、アイヒェルベルクとミュールハウゼン・イム・テーレとの間の谷を通っている。

### 自治体の構成
自治体グリュービンゲンには、グリュービンゲン地区、農場集落カルテンヴァングホーフ、一戸集落エクゼンミューレ、廃集落のカルデンヴァンクが属す。

### 土地利用
| 用途                 | 面積 (ha) | 占有率 (%) |
| -------------------- | --------- | ---------- |
| 住宅地               | 40        | 1.7        |
| 商工業地             | 23        | 1.0        |
| レクリエーション用地 | 7         | 0.3        |
| その他市街地         | 18        | 0.8        |
| 交通用地             | 155       | 6.7        |
| 農業用地             | 1254      | 54.4       |
| 森林                 | 726       | 31.5       |
| 水域                 | 5         | 0.2        |
| その他               | 77        | 3.3        |
| 合計                 | 2305      | 100        |

2022年現在の州統計局のデータに基づく。

## 歴史

### 中世から近世
聖マルティンス教会の発掘調査により、グリュービンゲンの谷における人の定住は中世初期にまで遡ることが証明されている。墓の発掘では、この地域に裕福な人物がいたことが証明された。特に黄金のイヤリングが発見され、かつては大変に豊富な副葬品を持つ貴族の墓であったことが示された。また、聖職者が埋葬された痕跡があり、ラテン地方、おそらくはブルゴーニュ地方との関係が示唆されている。メロヴィング朝やカロリング朝の定住跡はマルティンス教会のすぐ北側および町の北の入り口付近にあり、元々複数の中心を持つ集落構造であったことが証明された。
グリュービンゲンは、861年にヴィーゼンシュタイク修道院の設立文書中で初めて記録されている。この中で修道院は、griubingaro marco にあると書かれている。修道院創設に関連した様々な記述は、グリュービンゲンが湯治も重要な権力の中心地であり、修道院設立がグリュービンゲンから始まった可能性を示している。
しかし地主は町の統治権を獲得するには至らなかった。グリュービンゲンは、流血裁判権、独自の度量衡、古くからの市場開催権を堅持し続けた。15世紀にはフライドルフ（支配の及ばない自由な村）と記述されており、その重要性がさらに強調されている。

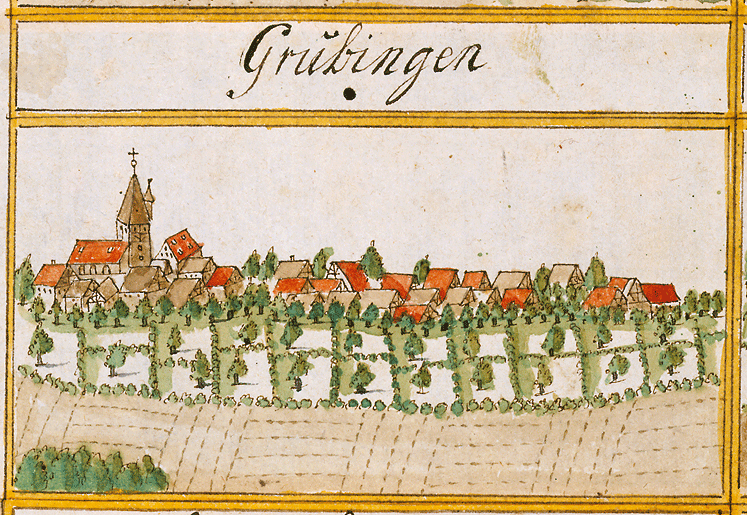
1683年にアンドレアス・キーザーの森林簿に描かれたグリュービンゲン

1418年から1533年までの間のいずれかの時点で初めて、ヴュルテンベルク伯によってフライドルフの地位が剥奪され、古くからの自由と権利が制限された。宗教改革の時代には、この村もヴュルテンベルクの一部として福音主義に転向した。これ以後グリュービンゲンは、ヴュルテンベルク公領とヘルフェンシュタイン伯領との境界というだけでなく、福音主義とカトリックの信仰上の境界にもなり、これがその後の発展に影響を及ぼすこととなった。
この村はヴュルテンベルクで、1485年まではアムト・キルヒハイムに、それ以後はアムト・ゲッピンゲンに属した。
三十年戦争の時代（1618年 - 1648年）には飢餓と悲惨が満ちた。戦闘、疫病、疾病によって131人が亡くなった。戦争末期の1647年に村は略奪され、焼き払われた。130棟の家屋や倉庫が焼失した。そのわずか21年後に、村の鍛冶屋の失火によって再び火災に見舞われ、教会、牧師館、穀物庫、十分の一税倉庫、農家1軒だけを残して村全体がその犠牲となった。炎から逃れられたのは7人だけであった。
この村は再び元の規模に戻ることはなく、1712年には「この町には街道が通っていない」とまで描かれた。経済状況は主に小作の農業とわずかな職人仕事に限られた。

### 19世紀から20世紀
1808年に成立したヴュルテンベルク王国の新たな行政制度が適用され、グリュービンゲンは、まず1808年から1810年までの短い期間オーバーアムト・ヴィーゼンシュタイクに属したが、1810年に再びオーバーアムト・ゲッピンゲンに戻された。
グリュービンゲンは、19世紀の工業化からも取り残された。住民は引き続き農業とささやかな副業で暮らしていた。
20世紀になってやっと農業以外の産業の機会が訪れた。
ナチ時代のヴュルテンベルクの行政改革によってグリュービンゲンは1938年に新設されたゲッピンゲン郡に編入された。
第二次世界大戦後この町はアメリカ占領地区の一部となり、新たに設けられたヴュルテンベルク＝バーデン州に編入された。この州は1952年に現在のバーデン＝ヴュルテンベルク州に再編された。
戦後グリュービンゲンは、インフラが整い、多くの手工業者や中小企業が立地する風格のある町に発展した。

## 住民

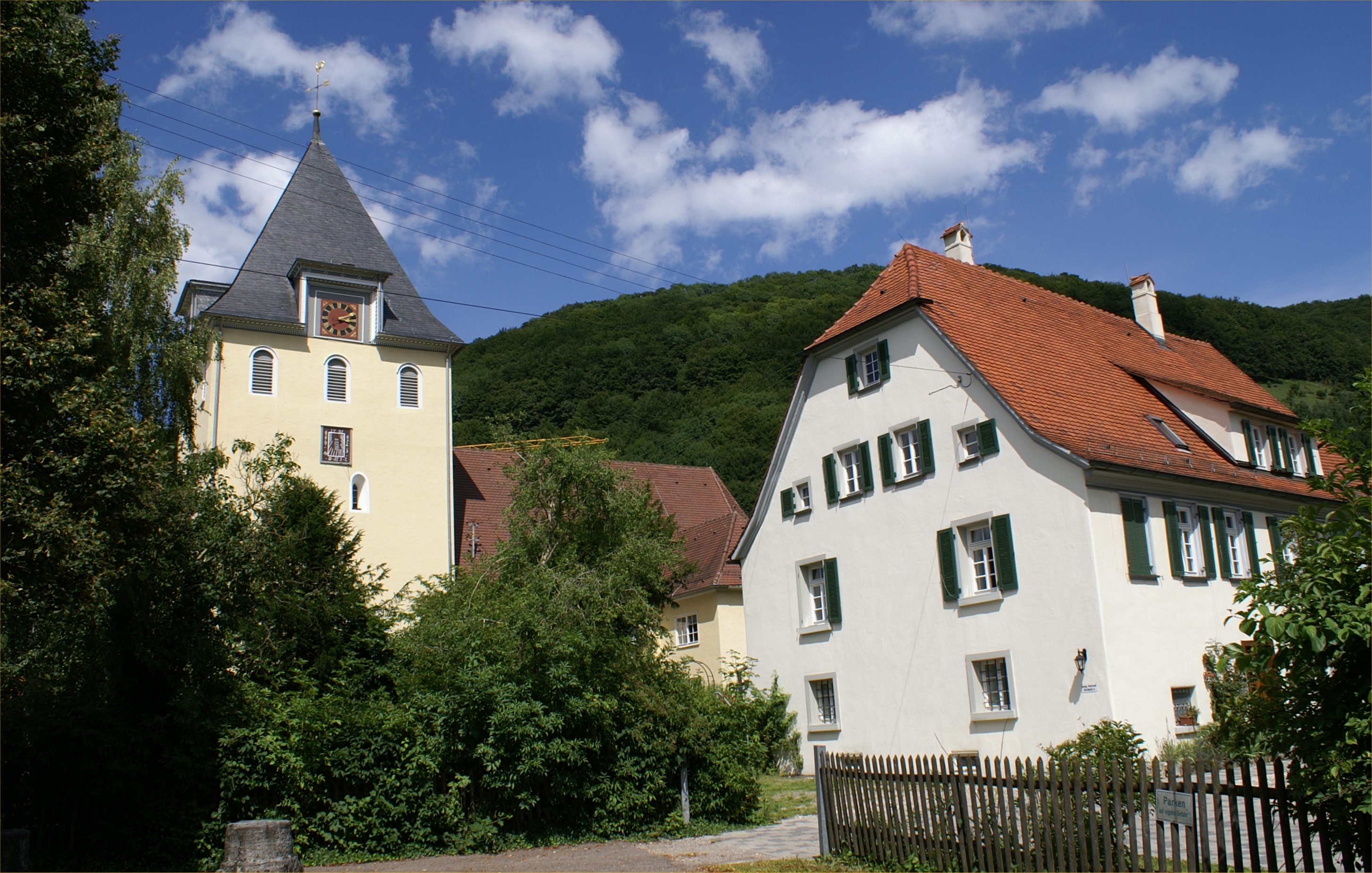
グリュービンゲンの福音主義マルティンス教会と牧師館

### 宗教
宗教改革以後グリュービンゲンでは福音主義が多数を占める。現在のグリュービンゲン福音主義教会は、当初はゲッピンゲン教会管区に属していた。しかし1972年1月1日にアウエンドルフ教会とともにヴュルテンベルク福音主義州教会ガイスリンゲン・アン・デア・シュタイゲ教会管区に移籍した。カトリック信者は隣町のミュールハウゼン・イム・テーレとともに固有の教会を成しており、これにホーエンシュタットの教会およびヴィーゼンシュタイクの教会を加えてゼールゾルゲエインハイト（司牧共同体）・オーベレス・フィルスタールを形成している。この司牧共同体はゲッピンゲン＝ガイスリンゲン首席司祭区に属す。中心となるヴィーゼンシュタイク教会を拠点とする司祭がこれら4市町村を管理している。

### 人口推移
出典: 1970年以降のデータは、バーデン＝ヴュルテンベルク州統計局のデータによる。
| 時点           | 人口（人） |
| -------------- | ---------- |
| 1837年         | 933        |
| 1907年         | 926        |
| 1939年05月17日 | 945        |
| 1950年09月13日 | 1,248      |
| 1970年05月27日 | 1,467      |
| 1983年12月31日 | 1,709      |
| 1987年05月25日 | 1,836      |
| 1991年12月31日 | 2,317      |
| 1995年12月31日 | 2,351      |
| 2005年12月31日 | 2,204      |
| 2010年12月31日 | 2,067      |
| 2015年12月31日 | 2,200      |
| 2020年12月31日 | 2,213      |

## 行政

### 行政共同体
グリュービンゲンは、ドラッケンシュタイン、ホーエンシュタット、ミュールハウゼン・イム・テーレ、ヴィーゼンシュタイクとともに、オーベレス・フィルスタール自治体行政連合を形成している。

### 首長
無所属のローラント・シュヴァイカートは、2020年9月27日に4期目の再選を果たした。

### 議会
グリュービンゲンの町議会は10議席からなる。町議会は、これらの選出された名誉職の議員と議長を務める町長で構成されている。町長は町議会において投票権を有している。

### 紋章
図柄: 緑地。左下向きの螺旋状の銀の雄羊の角。
かつての地元貴族の紋章である雄羊の角は、1930年からこの町の公用印に用いられている。シュトゥットガルト文書館館長の提案にしたがって、1958年に、アルブレヒト・フォン・グリュービンゲンが用いていた印章をモデルにして雄羊の角の紋章がデザインされた。町の旗は白-緑である。紋章と旗は1959年2月18日に内務署により認可された。

## 経済と社会資本

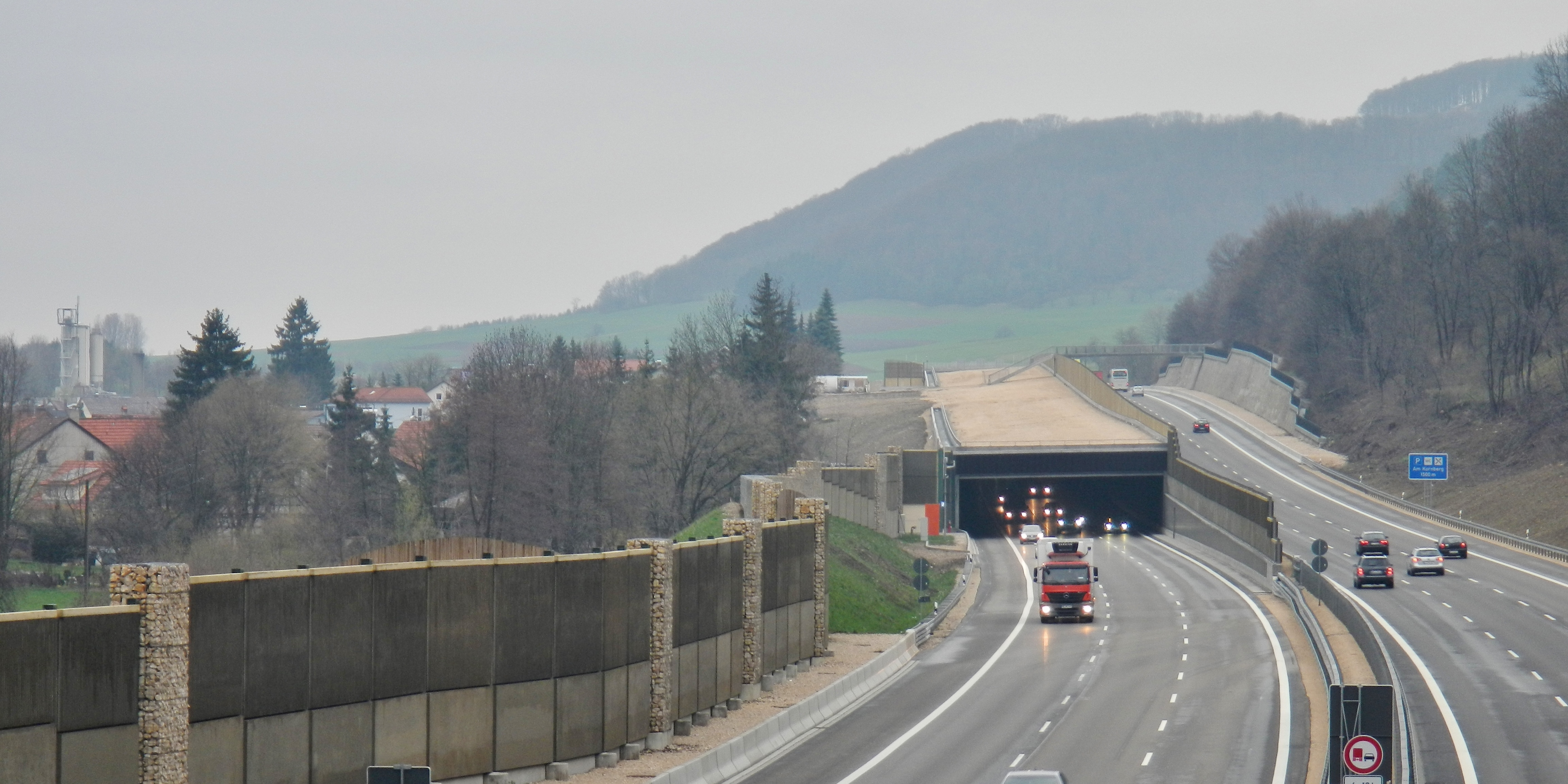
グリュービンゲン近郊のA8号線

### 交通
グリュービンゲンは連邦アウトバーン8号線によって全国的な道路網に接続している。グリュービンゲンを拠点とするバス会社がこの町と郡庁所在地ゲッピンゲンとの間を結んでいる。
町の西部をヴェンドリンゲン - ウルム高速線のボースラートンネルが通っている。

### グリュービンゲン＝ノールテル飛行場
第二次世界大戦の時代からすでにグリュービンゲン町内にグリュービンゲン＝ノールテル・グライダー飛行場が存在しており、現在はアエロクルプ・ゲッピンゲン＝ザラハ（航空クラブ）が利用している。2014年にゾンダーランテプラッツ（特別飛行場）への拡張がなされ、モーター駆動機に対応するための改修がなされた。

### 企業
グリュービンゲンには主に中小企業があり、その多くが手工業分野に従事している。最も大きな企業には、ともに成長するホーム・オフィスおよび子供用家具を製造し50カ国以上に輸出している「モル・フンクティーンスメーベルン」や、100人以上の従業員を擁する「モル、ティーフ・シュトラーセンバウ GmbH & Co」（土木工事会社）がある。1970年から2003年まではミュールハウゼンとの町境にコダックの工場があり、900人近くが働いていた。この工場はミュールハウゼンとの町境にあったが、グリュービンゲン側が広く、ミュールハウゼンに属すのは小さな部分であった。現在この工場内には自動車産業の多くの企業が入居している。

### 教育
グリュービンゲンには基礎課程学校が1校あるだけである。上級の学校は近隣の市町村へ進学する必要がある。幼児向けには町立の幼稚園が1園ある。

## 文化と見所

### 建築

#### 福音主義マルティンス教会
マルティンス教会は早くも1184年に初めて文献に記録されている（当時はマルティンの名はつけられていなかった）。中心部はロマネスク建築で、当初は細く、後に拡張された西側の塔と、塔と同じ幅の平屋根の長堂は12世紀に建設された、1350年頃に同じ幅で、三面が閉鎖され、ヴォールトと内陣アーチを持つゴシック様式の内陣が増築された。宗教改革後に（銘文が語るとおり）2つの入口（おそらく西側と北側）が設けられ、1698年に改修がなされた。1734年に内陣のアーチやヴォールトといったゴシック要素が撤去され、長堂から続く平屋根が設けられ、内陣にまで達するギャラリーをもつザールキルヒェとなった。南壁の説教壇に椅子が設置され、バロック様式の調度が整えられた。マルティンス教会はその後1973年から1974年にウルムの建築家フォルカー・マイヤーによって大規模な改造がなされた。

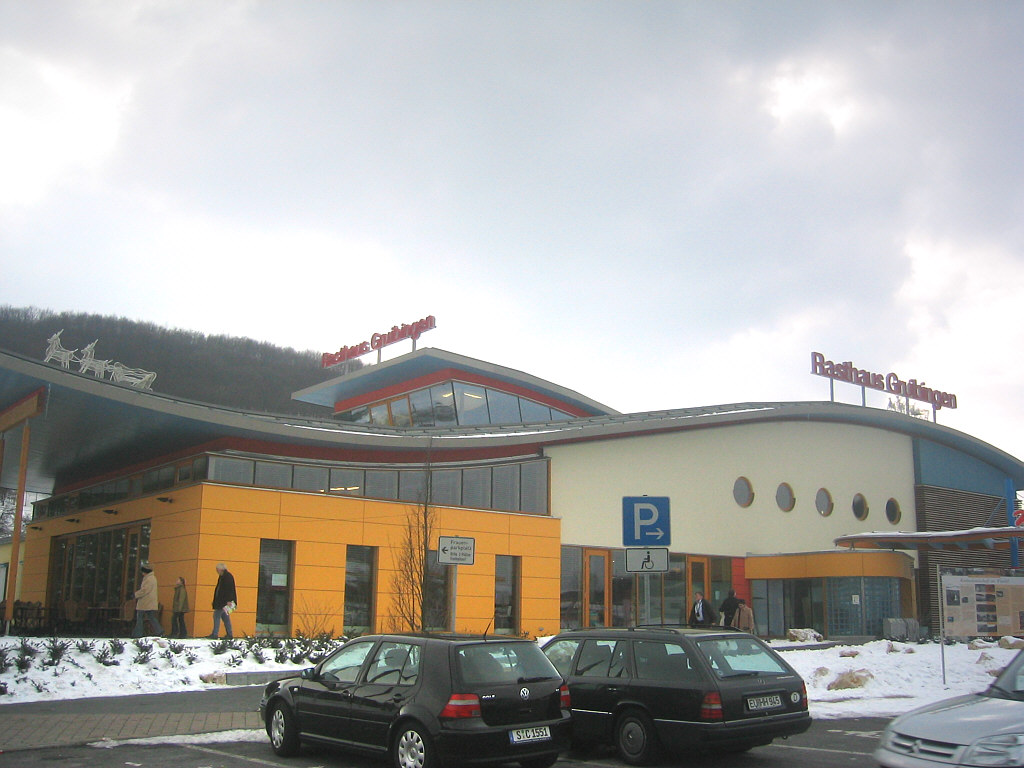
グリュービンゲン休憩所

#### グリュービンゲン休憩所
2003年にアウトバーンA8号線沿いに、ヨーロッパで初めて初めて風水の理論に基づいて建設・整備されたサービスエリアの休憩所がオープンした。

#### フランツォーゼンシュルフト高架橋
この高架橋は、フランツォーゼンシュルフトに架かるA8号線の橋である。

### 展望台
ルーフシュタイン: ベルク・ルーフシュタインの展望台。フェルザ（フェルゼン＝岩）とも呼ばれる。

### ラムブラウエライ・ヒルゼンベック
グリュービンゲンはビールで知られている。1782年にラムブラウエライ・ヒルゼンベックが初めて記録された。当時はアルメンディンガーという名前であった。ヒルゼンベックのブルネンビアー "naturtrüb"（訳注:「自然に濁った」の意）は、グリュービンゲンの村の井戸から汲み上げた水で作られた。この自然に濁ったビールは麦汁濃度 12.5 % で、熟成倉庫から直接瓶詰めされ、ろ過されることはない。

## 関連図書
- Rudolf Moser, ed (1844). “Gemeinde Gruibingen”. Beschreibung des Oberamts Göppingen. Die Württembergischen Oberamtsbeschreibungen 1824–1886. Band 20. Stuttgart / Tübingen. pp. 207–216
- Werner Unseld; Walter Friess (1994). Auf dr Gass ond hinterm Haus – Gruibingen um 1935 in Photographien von Walter Frieß. Weissenhorn: Bildband. Konrad. ISBN 978-3-87437-364-7